# Rhododendron hirsutum

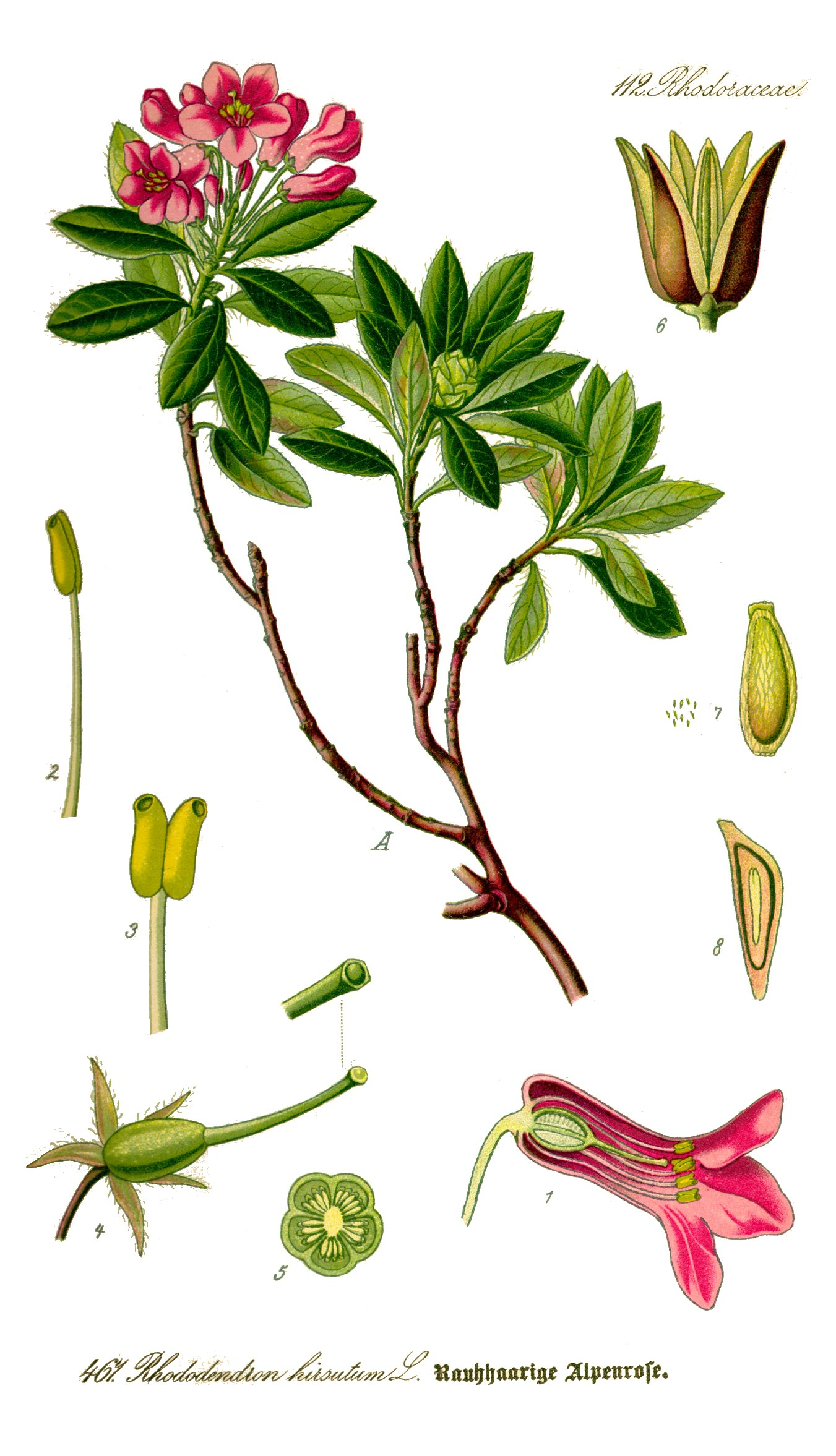
Ilustración

Rhododendron hirsutum es una especie de planta herbácea de la familia de las ericáceas. Es originaria de las montañas de Europa. Se encuentra en los Alpes, y se ha naturalizado en parte de los Cárpatos. Crece en suelos ricos en carbonato, mientras que su pariente cercano R. ferrugineum crece en suelos ácidos; juntos producen un híbrido Rhododendron × intermedium.

## Descripción
Es un arbusto de hoja perenne que alcanza alturas de 20 a 100 cm. Los gruesos tallos y ramas están densamente ramificados. En los brotes jóvenes se encuentran dispersos pelos y son poco escamosos. Las hojas tienen entre uno y tres centímetros de largo y 1,5 cn de ancho. Su forma suele ser estrecha elíptica. Las hojas están salpicadas por ambas partes de glándulas verdes que son inicialmente amarillentas y parduzcas después. La parte superior es de color verde brillante y sin pelos. Las flores son hermafroditas y están en los extremos de las ramas. 

## Taxonomía
Rhododendron hirsutum fue descrita por Carlos Linneo y publicado en Sp. Pl. 1: 392. 1753.
Etimología
Rhododendron: nombre genérico que deriva de las palabras griegas ῥόδον, rhodon = "rosa" y δένδρον, dendron = "árbol".
hirsutum: epíteto latino que significa "peludo".
Sinonimia
- Azalea hirsuta (L.) Kuntze
- Chamaerhododendron hirsutum Bubani	[5]